# Kristin Schirmer

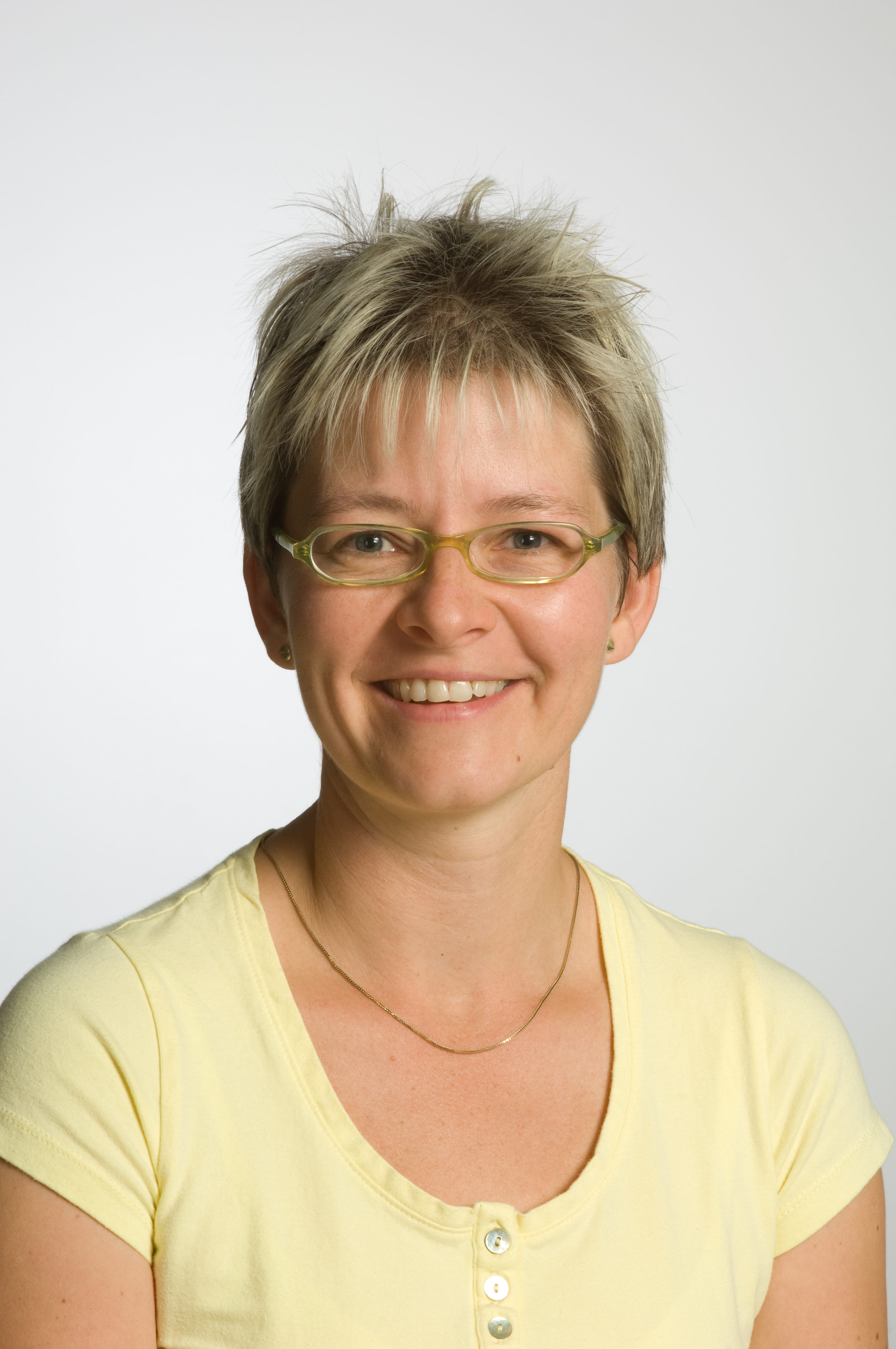
Schirmer (2008)

Kristin Schirmer (* 1967) ist eine deutsche Zellbiologin und Umwelttoxikologin. Sie ist Leiterin der Abteilung für Umwelttoxikologie an der Eidgenössischen Anstalt für Wasserversorgung, Abwasserreinigung und Gewässerschutz (Eawag) und Professorin an der Eidgenössischen Technischen Hochschule Lausanne (EPFL) und der ETH Zürich. Schirmer ist spezialisiert auf molekulare und zelluläre Mechanismen der Toxizität, aquatische Organismen, Beurteilung chemischer Gefahren, unerwünschte Wirkungspfade, In-vitro-Alternativen zu Tierversuchen, Fischzelllinien und Biomonitoring.

## Werdegang
Von 1989 bis 1994 absolvierte Schirmer ein Biologiediplomstudium an der Universität Hohenheim und der Martin-Luther-Universität Halle-Wittenberg. Anschließend promovierte sie am Department of Biology der University of Waterloo in Kanada über die Entwicklung von In-vitro-Toxizitätstests mit Regenbogenforellenzellen. Von 1997 bis 2001 absolvierte Schirmer ihr Postdoc-Training am Helmholtz-Zentrum für Umweltforschung und an der University of Waterloo. Von 2001 bis 2003 war sie Nachwuchsgruppenleiterin am UFZ in Leipzig.
Im Jahr 2008 wurde Kristin Schirmer zur neuen Leiterin der Abteilung Umwelttoxikologie an der Eawag ernannt. Zuvor hatte sie bereits an der ETH Zürich Ökotoxikologie gelehrt. 2011 nahm Schirmer ihre Lehrtätigkeit an der EPFL auf und erhielt den Titel einer außerordentlichen Professorin.
2019 zeichnete das Schweizer Kompetenzzentrum 3R, ein gemeinnütziger Verein mit Sitz in Bern, der die Forschung zum Ersatz und zur Reduktion von Tierversuchen fördert, Schirmer und ihre Kollegin Melanie Fischer für ihre überdurchschnittliche Forschungsarbeit aus. Sie erhielten die ISO-Zertifizierung für einen Toxizitätstest mit kultivierten Fischkiemenzellen anstelle von Fischen, was sich als Meilenstein in der Förderung von Alternativverfahren zu Tierversuchen erweist.
Zusammen mit anderen Forschenden der Eawag beteiligte sich Schirmer an der Entwicklung einer Geschäftsidee mit dem Namen „Rainbow Biosystem“ und entwickelte einen Biosensor auf Fischzellenbasis, der eine Lösung für das Management und die Überwachung der Wasserqualität bietet. Dafür erhielten sie den 3. Preis in der Kategorie Businessplan von Venture, einem Schweizer Start-up-Wettbewerb.
Im Dezember 2020 ernannte die ETH Zürich sie zur Titularprofessorin.
Derzeit liegt der Schwerpunkt ihrer Forschung auf der Süßwasserumwelt und auf Fischen oder einzelligen Organismen als Versuchsmodelle sowie auf vom Menschen hergestellten Produkten und Chemikalien, natürlich vorkommenden Elementen und biologisch abgeleiteten Toxinen als Stressoren.

## Auszeichnungen
- 2019: Recipient of the 3RCC Award of the Swiss3R Competence Centre (zusammen mit Melanie Fischer)
- 2017: Venture competition – New business idea: the Rainbow Biosystem; 3. Preis

- 2007: SETAC Environmental Education Award
- 2007: Felix-Wankel-Tierschutz-Forschungspreis
- 2007: Technology Transfer Award for Ceramic Toximeter passives sampler (Helmholtz Centre for Environmental Research – UFZ)
- 1998: W.B. Pearson Medal for recognition of creative research in a Doctoral thesis
- 1997: Best Student Platform Presentation Award, 24th Aquatic Toxicity Workshop
- 1994–1996: University of Waterloo and Ontario International Graduate Student Scholarship